# 1389
1389 (MCCCLXXXIX) je bilo navadno leto, ki se je po julijanskem koledarju začelo na petek.

## Dogodki
- 1. januar

## Rojstva
- Mehmed I., sultan Osmanskega cesarstva († 1421)

## Smrti
- 15. april - Vilijem I., bavarski vojvoda, holandski (V.), hainauški (III.) in zeelandski grof (IV.) (* 1330)
- 19. maj - Dimitrij Ivanovič Donski, moskovski knez, vladimirski veliki knez (* 1350)
- 15. junij:
  - Lazar Hrebeljanović , srbski narodni junak (* 1329)
  - Miloš Obilić , srbski plemič (* 1350)
  - Murat I., sultan Osmanskega cesarstva (* 1326)
- 15. oktober - papež Urban VI. (* 1318)
- 31. december - U, korejski kralj (* 1365)
- Hajam Vuruk, javanski kralj, vladar Madžapahitskega cesarstva (* 1334)